# 12289 Carnot
12289 Carnot è un asteroide della fascia principale. Scoperto nel 1991, presenta un'orbita caratterizzata da un semiasse maggiore pari a 2,2318498 UA e da un'eccentricità di 0,0937975, inclinata di 2,38934° rispetto all'eclittica.